# 軟黑吻紅螢
軟黑吻紅螢（学名：Lycostomus atrimembris）为紅螢科吻紅螢屬下的一个种。